# FK Bohemians Praga
Bohemians Praha este un club de fotbal din Praga, Cehia. Numele vechi al clubului este FC Střížkov Praga 9.

## Lotul sezonului 2010–2011
| Nr. |                   | Poziție | Jucător                                    |
| --- | ----------------- | ------- | ------------------------------------------ |
| 1   | Cehia             | P       | Petr Pižanowski                            |
| 2   | Cehia             | F       | Pavel Macháček                             |
| 3   | Cehia             | F       | Václav Drobný                              |
| 5   | Cehia             | F       | Jan Flachbart                              |
| 6   | Cehia             | M       | Petr Mach (on loan from Mladá Boleslav)    |
| 7   | Cehia             | M       | Tomáš Fenyk                                |
| 8   | Cehia             | M       | Roman Dobeš                                |
| 9   | Cehia             | A       | Jiří Jeslínek (on loan from Sparta Prague) |
| 10  | Cehia             | A       | Marek Kincl                                |
| 11  | Cehia             | A       | Michal Pospíšil                            |
| 12  | Slovacia          | A       | Peter Očovan                               |
| 13  | Cehia             | M       | Jaroslav Dittrich                          |
| 14  | Macedonia de Nord | M       | Armend Nedzipi                             |

| Nr. |             | Poziție | Jucător           |
| --- | ----------- | ------- | ----------------- |
| 16  | Nigeria     | A       | Stanley Ibe       |
| 17  | Belarus     | F       | Dmitry Lentsevich |
| 18  | Slovacia    | M       | Michal Demeter    |
| 19  | Cehia       | F       | Pavel Grznár      |
| 20  | Cehia       | P       | Jan Hlaváček      |
| 22  | Slovacia    | P       | Jaroslav Beláň    |
| 23  | Cehia       | F       | Jan Jelinek       |
| 24  | Cehia       | M       | Jan Devátý        |
| 25  | Japonia     | M       | Toshi Wakui       |
| 27  | Cehia       | F       | Martin Horáček    |
| 29  | Capul Verde | F       | Jimmy Modeste     |
| 30  | Cehia       | P       | Dominik Rodinger  |
| 33  | Canada      | M       | Andrew Kliment    |